# Eloy Eló
Eloy Eló Nvé Mbengono (Mongomo, 1944—Rabat, 8 de mayo de 2009) fue un abogado y político ecuatoguineano.

## Biografía
Nació en 1944 en las cercanías de Mongomo, en la entonces Guinea Española.
Estudió en el Seminario de Banapá y más tarde se licenció en Derecho por la Universidad Complutense de Madrid. Regresó a Guinea Ecuatorial en 1972, donde ejerció la abogacía y desempeñó diversos puestos administrativos. Tras el golpe de Estado de 1979, Eló Nvé fue designado como abogado defensor del derrocado dictador Francisco Macías en el juicio celebrado tras los hechos.
Desde comienzos del régimen de Teodoro Obiang Nguema, Eló Nvé desarrolló una importante carrera política. Formó parte de la Comisión Constitucional que elaboró la Ley Fundamental de Guinea Ecuatorial de 1982 y fue uno de los fundadores en 1987 del Partido Democrático de Guinea Ecuatorial (PDGE). También se desempeñó durante quince años como Ministro de Relaciones con las Cortes. Era considerado el ideólogo del régimen de Obiang. Durante mucho tiempo, declaró públicamente estar en desacuerdo con la democracia multipartidista e incluso se mostró identificado con el franquismo.
Posteriormente, ejerció como fiscal general del Estado. Desde este cargo, Eló Nvé emitió en enero de 1995 un informe en el que criticaba duramente el funcionamiento del sistema judicial del país. Dicho informe desencadenó su destitución y caída en desgracia. En 1999 fue detenido por su oposición al régimen y encarcelado en la Prisión de Black Beach. Sin embargo, logró escapar y fue condenado in absentia a 101 años de prisión.
Fue uno de los fundadores del partido opositor Fuerza Demócrata Republicana (FDR) y tras su caída en desgracia se exilió en España. En 2001 se desligó de la FDR y fundó el Partido para el Desarrollo (PPD).
En 2008, el abogado retornó a Guinea Ecuatorial y volvió a unirse al PDGE. Falleció el 8 de mayo de 2009 mientras se encontraba de viaje en Rabat (Marruecos), víctima de un ataque al corazón. Sin embargo, la oposición en el exilio afirma que en realidad fue asesinado por órdenes de Obiang.